# Magʻoki-Kurpa-Moschee

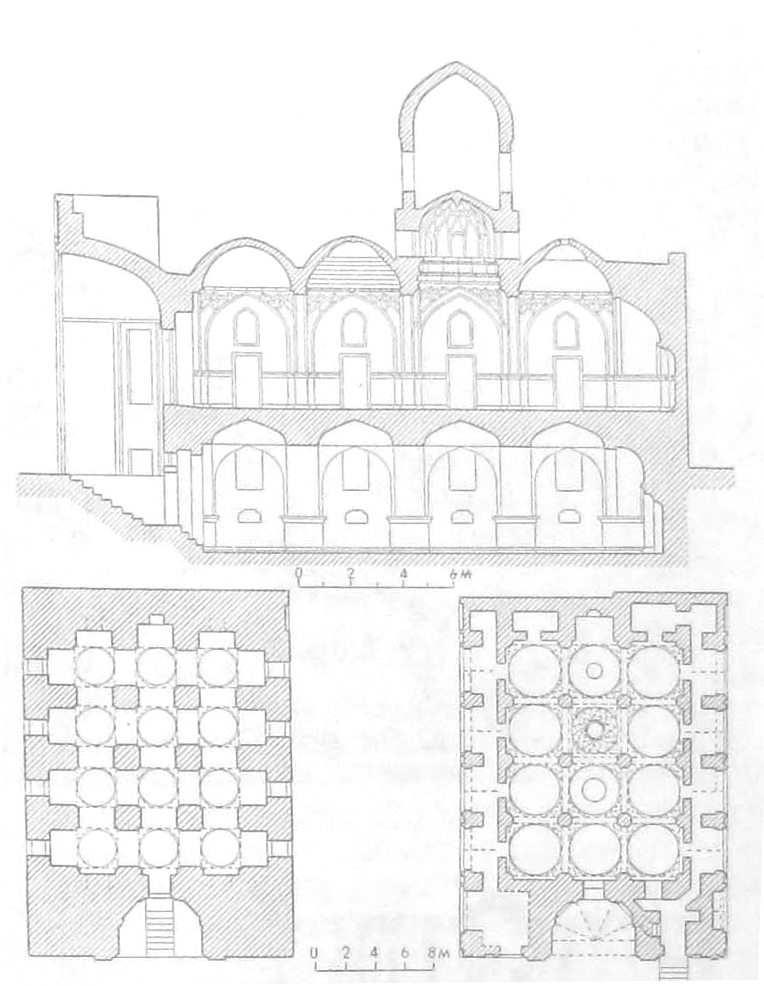
Magʻoki-Kurpa-Moschee, Längsschnitt und Grundriss des Untergeschosses (links) und des Obergeschosses (Rechts)

Die Magʻoki-Kurpa-Moschee ist eine Moschee in der usbekischen Stadt Buxoro. Sie wurde 1637 erbaut.

## Lage
Die Moschee liegt mitten im historischen Zentrum von Buxoro etwa 250 Meter südwestlich von Poi Kalon und 10 Meter westlich des Kuppelbasars Toqi Telpak Furushon.

## Beschreibung
Die Magʻoki-Kurpa-Moschee hat einen rechteckigen Grundriss von 15 × 24 m. Sie hat zwei Geschosse, wobei das untere Geschoss, in das eine Treppe hinunterführt, fast vollständig unter der Erdoberfläche liegt. Daher hat die Moschee auch ihren Namenszusatz „Magʻoki“ (= im Loch, im Untergrund). Eine weitere „Untergrund“-Moschee ist die etwa 150 Meter südöstlich liegende Magʻoki-Attori-Moschee.
Das Dach trägt zwölf Kuppeln. Die Hauptkuppel sitzt auf einem zylindrischen Tambour und erhebt sich 20 m über den Erdboden.